# 99 (tal)
99 (nittionio) är det naturliga talet som följer 98 och som följs av 100.

## Inom matematiken
- Hexadecimala talsystemet: 63
- Binärt: 1100011
- har primfaktoriseringen 32 och 11
- Delbarhet: 1, 3, 9, 11, 33 och 99.

99 är:
- ett udda tal.
- ett palindromtal i det decimala talsystemet.
- ett palindromtal i det binära talsystemet.
- ett sammansatt tal
- det största tvåsiffriga talet
- ett extraordinärt tal
- ett aritmetiskt tal
- ett Kaprekartal
- ett Ulamtal.

## Inom vetenskapen
- Einsteinium, atomnummer 99
- Messier 99, spiralgalax, Berenikes hår i Messiers katalog
- 99 Dike, en asteroid

## Övrigt
- 99 är känt för ishockeyentusiaster som Wayne Gretzkys tröjnummer
- Nittionio (normalt skrivet med bokstäver) är ett kortspel
- 99 är det lägsta tal från vilket man inte kan göra en utgång med två pilar i dart[2][3]